# Sarah Weddington
Sarah Ragle Weddington (n. 5 februarie 1945, Abilene, Texas, SUA – d. 26 decembrie 2021, Austin, Texas, SUA) a fost o avocată americană, profesor de drept și membru al Camerei Reprezentanților din Texas. Ea a fost cunoscută pentru că a reprezentat-o pe „Jane Roe” (numele real Norma McCorvey) în cazul Roe v.Wade în fața Curții Supreme a Statelor Unite.  

## Tinerețe și educație
Sarah Ragle s-a născut pe 5 februarie 1945, în Abilene, Texas, avându-i părinți pe Lena Catherine și Herbert Doyle Ragle, un pastor metodist. În copilărie, ea a fost președinte al comunității de tineri metodiști din biserica ei, a cântat la orgă, a cântat în corul bisericii și a făcut echitație.
Weddington a absolvit liceul cu doi ani mai devreme și apoi a absolvit licența în limba engleză de la Universitatea McMurry. În 1964, a intrat la Facultatea de Drept la Universitatea din Texas pe care a absolvit-o în 1967. În 1967, în timpul celui de-al treilea an de facultate de drept, Weddington a rămas însărcinată cu Ron Weddington și a călătorit în Mexic pentru a face un avort ilegal. Ea a primit titlul de doctor în același an, absolvind în prima treime a clasei ei. Weddington a obținut doctorate onorifice la Universitatea McMurry, Colegiul Hamilton, Colegiul Austin, Universitatea Southwestern și Universitatea Nova Southeastern.
Din 1968 până în 1974, a fost căsătorită cu Weddington. După divorțul ei, Sarah a continuat să trăiască singură în Austin, Texas.

## Roe v. Wade
După absolvire, lui Weddington i-a fost greu să-și găsească un loc de muncă la o firmă de avocatură. Ea s-a alăturat, în schimb, unui grup de studenți absolvenți de la Universitatea Texas-Austin, care cercetau modalități de a contesta diferitele statute anti-avort.
La scurt timp după aceea, o femeie însărcinată, pe nume Norma McCorvey, în încercarea ei de a solicita un avort, a vizitat un avocat local. Avocatul a ajutat-o pe McCorvey să-și predea copilul spre adopție și, după ce a făcut acest lucru, a îndrumat-o pe McCorvey către Weddington și Linda Coffee⁠(d). În martie 1970, Weddington și co-avocata ei au intentat un proces împotriva lui Henry Wade, procurorul districtual din Dallas și persoana responsabilă pentru aplicarea statutului anti-avort. McCorvey a devenit reclamantă și a fost menționată în documentele legale ca „Jane Roe” pentru a-și proteja identitatea.
Weddington și-a susținut pentru prima dată cazul în mai 1970, la Dallas, în fața unui tribunal de district cu trei judecători. Curtea districtuală a fost de acord că legile avortului din Texas sunt neconstituționale, dar statul a contestat decizia, aducând-o în fața Curții Supreme a Statelor Unite. Weddington a apărut în fața Curții Supreme în 1971 și din nou în toamna anului 1972.  Argumentul ei s-a bazat pe amendamentele 1, 4, 5, 8, 9 și 14, precum și pe decizia anterioară a Curții în Griswold v. Connecticut, care a legalizat vânzarea de contraceptive pe baza dreptului la viață privată. La momentul primei sale prezentări la Curtea Supremă, Weddington avea 26 de ani și nu fusese avocată în niciun proces. Decizia Curții a fost pronunțată în cele din urmă în ianuarie 1973, anulând legea avortului din Texas cu o majoritate de 7-2 și legalizând avortul în Statele Unite.

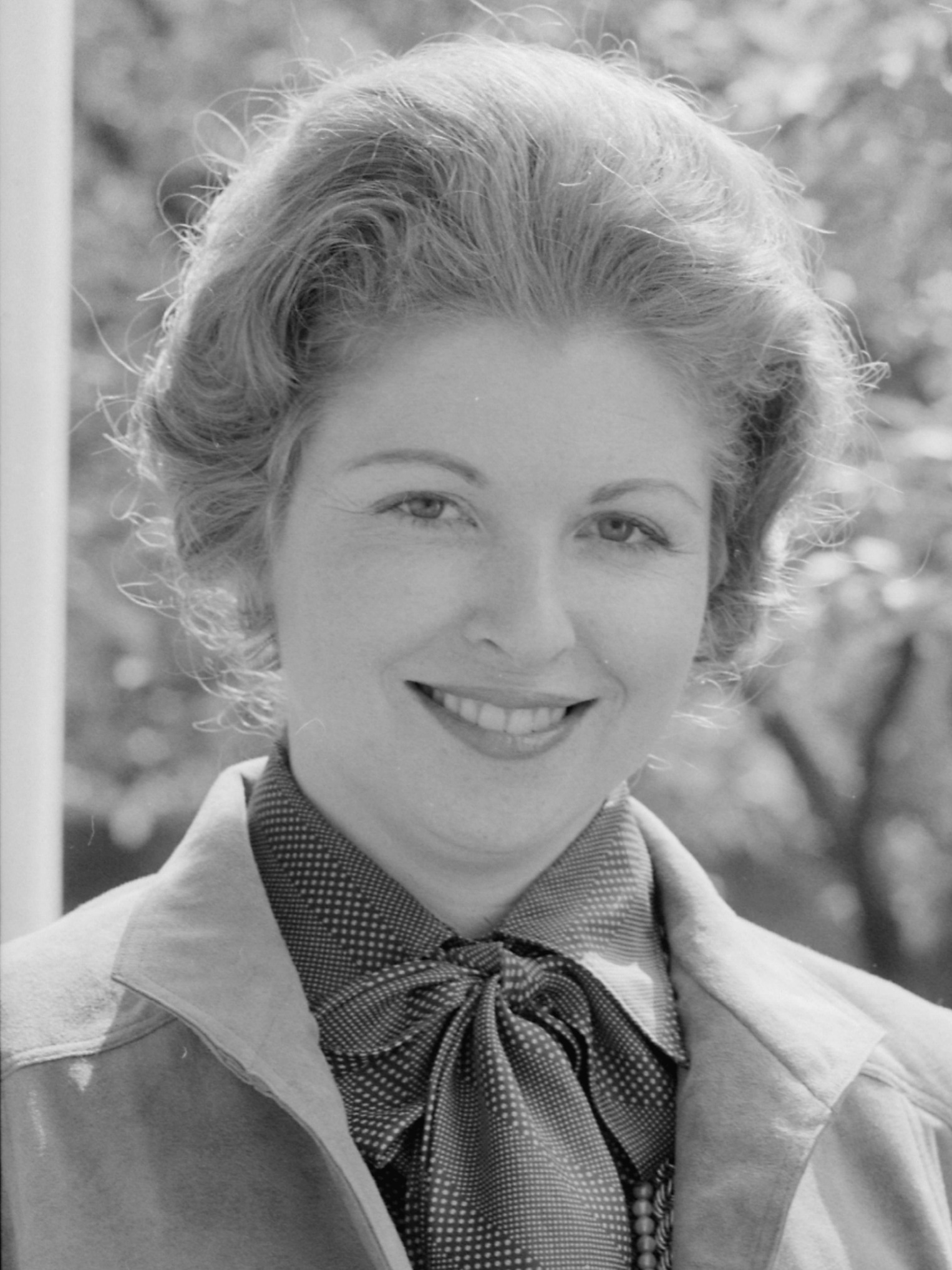
Sarah Weddington

McCorvey, reclamanta principală, a susținut la acea vreme că a fost violată, deși ea a renunțat la acea afirmație și a spus că și-a dorit un avort din motive economice. În timpul procesului Roe v. Wade, ea a născut și a dat copilul spre adopție. Violul nu a fost niciodată o problemă în litigiu sau în decizia Curții Supreme. Într-un discurs din 1993 la Institutul pentru Etică Educațională din Oklahoma, Weddington a discutat despre cum a prezentat cazul McCorvey în timpul procesului: „Conduita mea poate să nu fi fost total etică. Dar am făcut-o pentru ceea ce credeam că sunt motive întemeiate.” Într-un interviu din 2018 pentru Time, ea a spus că McCorvey este „o persoană schimbătoare”, adăugând „problema pe care am avut-o a fost să îmi dau seama când spunea adevărul și când nu... Am fost foarte atent la redactarea materialelor care au fost depuse la tribunal pentru a fi sigur că am introdus doar lucruri despre care eram sigur că sunt exacte.” 
În 1989, Weddington a fost interpretată de Amy Madigan în filmul de televiziune Roe vs. Wade. În 1992, Weddington și-a adunat experiențele cu acest caz și interviurile cu persoanele implicate într-o carte intitulată A Question of Choice.

## Cariera ulterioară
După ce a argumentat Roe v. Wade, Weddington a fost alesă pentru trei mandate în Camera Reprezentanților din Texas. 
Weddington a participat la istorica Conferință Națională a Femeilor din Houston din 1977, în calitate de delegat din Texas, vorbind despre soluționarea libertății reproductive a femeilor.
În plus, Weddington a lucrat în Departamentul de Agricultură al Statelor Unite în 1977,  ca asistentă a președintelui Statelor Unite Jimmy Carter din 1978 până în 1981  și lector la Universitatea Femeilor din Texas din 1981 până în 1990. Ea a fost fondatoarea Centrului Weddington. Ea a servit, de asemenea, ca orator și profesor adjunct la Universitatea Texas din Austin până în 2012.

## Decesul
Weddington a murit în casa ei din Austin, Texas, pe 26 decembrie 2021, la vârsta de 76 de ani, după o perioadă în care sănătatea i-a fost în declin.   Știrile au remarcat că moartea ei a avut loc la scurt timp după ce Curtea Supremă a SUA a audiat argumentele orale în cazul Dobbs v.⁠(d) Jackson Women's Health Organization⁠(d), un caz ce reconsidera decizia din cazul Roe v. Wade. 

## Publicații
- A Question of Choice, Smithmark Publishers, Incorporated, 1993,ISBN: 978-0-8317-5334-4 ; Consortium Book Sales & Dist, 2013,ISBN: 978-1-55861-812-1
- Delegația Statelor Unite la Conferința de la mijlocul deceniului a Națiunilor Unite pentru femei: Copenhaga, 14-30 iulie 1980. Washington DC : Casa Albă, 1980. [48]
- Weddington, Sarah Ragle și 1975 Comitetul pentru gospodării din Statele Unite. Comisia Națională pentru Respectarea Anului Internațional al Femeii. Statutul juridic al gospodăriilor din Texas. Washington, DC, Comitetul pentru gospodării, Comisia Națională pentru Respectarea Anului Internațional al Femeii : de vânzare de către Supt. of Docs., Guvernul SUA. Imprimare. Off., 1977. [49]